# Bajkalsks massa- och pappersfabrik
Bajkalsks massa- och pappersfabrik (ryska: Байкальский_целлюлозно-бумажный_комбинат) är en tidigare integrerad massa- och pappersfabrik i Bajkalsk i Irkutsks oblast i Sibirien i Ryssland.
Bajkalsks massa- och pappersfabrik ligger vid södra ändan av Bajkalsjön och vid Transsibiriska järnvägen. Den startade produktion under 1966 och hade en installerad kapacitet på 200.000 årston massa och omslagspapper. I samband med grundandet anlades också bruksorten Bajkalsk. Konstruktionen byggdes främst för att möta behoven inom militära flygindustrin med cellulosadäck. När konstruktionen var klar hade behovet av det försvunnit. Under tiden under kommunistiskt styre var fabriken direkt ansvarig för skötseln av samhället också, men kommunen blev självständig från företaget under perioden närmast efter med privatisering av statliga företag.  
Fabriken var under sin produktionstid den enskilt största nedsmutsaren av Bajkalsjön. Dess framtid var under många år osäker, och produktinriktningen skiftade. Anläggningen stängdes 2009 i samband med den finansiella krisen och investeringar i dyrbara reningsanläggningar. På initiativ av Rysslands regering, efter oroligheter, återöppnade den privatägda fabriken i januari 2010 efter lättnader beträffande miljöskyddskrav. Företaget gick dock i konkurs i september 2013.
Fabrikens kraftvärmeverk, med en installerad effekt för elgenerering på 49 MW, överfördes i juni 2014 till kommunen. Det har efter fabriksnedläggningen eldats med kol.